# 経東
経 東（キン トン、生没年不詳）は、李氏朝鮮の医師。文禄の役において長宗我部元親勢に捕えられ、土佐国へ渡った。

## 生涯
『土佐物語』巻第17「山内七郎兵衛妻女の事」には、文禄3年（1594年）、元親勢が生け捕った朝鮮人は380余人とあり、土佐へ帰国すると共に、元親は彼らを不憫に思い、唐人町（現高知市唐人畑、のちに唐人町の方へ移住）を形成させたとある。
経東の生涯は、同巻「経東の事」において語られる。朝鮮の名医として知られ、末期の病や体が固まって立てない人を起こすなど、国の宝と認知されていた。しかし日本へ来て1年程は、全く現地人の病を治せず、上下男女に、「異国にもかかる盲医もありけるよ」と笑われ、これに大きく恥じて籠り、周囲を心配させたが、ある時、朝鮮と日本は土地が違い、人もまた異なるということを悟り、その後は薬剤を誤ることもなく、土佐で名声を得ることに成功した。
これに嫉妬した国内の大医は京都伏見で饗応をもうけ、鴆毒入りの料理を勧めた。これを食した経東は、「この毒を解毒するのは容易いが、今死ななかったとしても、刀刃の難がある」と悟り、懐中より四寸四方ばかりの書を出し、「これ万民を救う書なりといえども日本人に伝えるのは遺恨なり」といって、火中に医書を投げ、焼き捨ててしまった。しばらくして当人も死んだ。

## 逸話
『土佐物語』に記された逸話の内容として、以下のものがある。
- ある妊婦の脈をはかり、「子は男子で3歳の時にライ疾を病むが、今より薬を服せば、患いはまぬがられる」と主張した。この話を聞いた夫の方が腹を立てた。昔の扁鵲･渟于意（古代中国の名医）といった神仙でさえ、こんな例はないと怒り、無視した。ところが予言通りになり、再び経東に診せたが、病になった後では薬は効かないとして、後を去ってしまう。しばらくして、その子は亡くなった。
- ある人の娘、5、6歳の時、左足踵にかゆみを覚え、爪を立ててかくと皮膚より小さい白石が出て、これに驚いた両親は経東に診断してもらうと、「この石は、あと一つ出てくる」と言い、日を経て、予言通り出てきた。経東によれば、「この石は内にあって肩を越したる時は不治の病となるが、石が外に出れば、長命の相となる。90歳までは病はない」と説明し、見立て通り、娘は一生無病で90余歳にて死んだ。

同書はこれらの逸話を紹介した上で、「邪まな妬みで天下の宝を失った」と、経東の暗殺死を惜しむ一文で彼の伝記を締め括っている。

## 備考
- 『土佐物語』の記述上、来日後1年程は生存していたことから、少なくとも文禄4年（1595年）まで存命とわかる。また、後の記事である巻第19「元親卒去 雪蹊寺の事」において、長宗我部元親が名医の良薬も効かず、慶長4年（1599年）5月19日に61歳で卒去したと記されていることから、経東の暗殺はこれ以前のこととわかる。